# Resolució d'equacions

Un exemple d'aplicació del mètode de Newton-Raphson per resoldre numèricament l'equació f(x) = 0

En matemàtiques, resoldre una equació consisteix a trobar les seves solucions, que són els valors (nombres, funcions, conjunts, etc.) que satisfan la condició afirmada per l'equació, que consta generalment de dues expressions matemàtiques relacionades per un signe igual. Quan es busca una solució, es designen com a incògnites una o més variables. Una solució és una assignació de valors a les variables incògnites que fa que la igualtat de l'equació sigui veritat. En altres paraules, una solució és un valor o una col·lecció de valors (un per a cada incògnita) tal que, quan se substitueixen les incògnites, l'equació es converteix en una igualtat. Sovint s'anomena també arrel de l'equació a la solució d'una equació, sobretot però no únicament per a equacions polinòmiques. El conjunt de totes les solucions d'una equació és el seu conjunt de solucions.
Les equacions es poden resoldre tant numèricament, com simbòlica. Resoldre una equació numèricament vol dir que només s'admeten nombres com a solució. Resoldre equacions simbòlicament significa que també es poden usar expressions algebraiques per representar les solucions.
Per exemple, l'equació x + y = 2x – 1 es resol per l'incògnita x a partir de l'expressió x = y + 1, ja que si se substitueix y + 1 per x en l'expressió l'expressió acaba sent (y + 1) + y = 2(y + 1) – 1, una afirmació verdadera. També es pot prendre la variable y com a incògnita, i llavors la solució de l'equació és y = x – 1. O bé tant x com y poden ser considerades incògnites, i llavors hi ha moltes solucions a l'equació; una solució simbòlica és (x, y) = (a + 1, a), on la variable a pot prendre qualsevol valor. Si es dona una valor numèric en particular a una solució simbòlica s'obté una solució numèrica; per exemple, a = 0 dona la solució (x, y) = (1, 0) (és a dir, x = 1, y = 0), i a = 1 dona (x, y) = (2, 1).
Normalment la distinció entre variables desconegudes (incògnites) i conegudes es fa en l'enunciat del problema, amb frases com "una equació en x i y", o "resol per x i y", que indiquen les incògnites, en aquest cas x i y. Tanmateix, és habitual utilitzar x, y, z, ... per denotar les incògnites, i utilitzar a, b, c, ... per denotar les variables conegudes, que són normalment anomenades paràmetres. Aquest sol ser el cas quan es consideren equacions polinòmiques, com ara equacions de segon grau. No obstant això, per a alguns problemes, totes les variables poden tenir tots dos papers.
En funció del context, resoldre una equació pot consistir en trobar una solució qualsevol (quan n'hi ha prou a trobar una única solució), totes les solucions, o bé una solució que satisfaci altres propietats, com ara que pertanyi a un cert interval. Quan l'objectiu és trobar la solució que sigui la millor segons un cert criteri, es tracta d'un problema d'optimització. Resoldre un problema d'optimització no sol considerar-se "resolució d'equacions", ja que, normalment, els mètodes numèrics que s'utilitzen solen partir d'una solució particular per trobar-ne una de millor, i repeteixen aquest procés fins a acabar trobant la solució òptima.

## Visió general
Una forma general d'escriure una equació és
{\displaystyle f\left(x_{1},\dots ,x_{n}\right)=c,}
on f és una funció, x1, ..., xn són les incògnites, i c és una constant. Les seves solucions són els elements de la imatge inversa
{\displaystyle f^{-1}(c)={\bigl \{}(a_{1},\dots ,a_{n})\in D\mid f\left(a_{1},\dots ,a_{n}\right)=c{\bigr \}},}
on D és el domini de la funció f. El conjunt de solucions poden ser el conjunt buit (no hi ha solucions), un singletó (hi ha exactament una solució), finit, o infinit (hi ha un nombre infinit de solucions).
Per exemple, una equació com
{\displaystyle 3x+2y=21z,}
amb incògnites x, y i z, pot ser escrita com més amunt restant 21z en tots dos costats de l'equació, per obtenir
{\displaystyle 3x+2y-21z=0}
En aquest cas particular no només hi ha una solució, sinó un conjunt infinit de solucions, que es pot escriure utilitzant notació de construcció de conjunts com:{\displaystyle {\bigl \{}(x,y,z)\mid 3x+2y-21z=0{\bigr \}}.}
Una solució particular és x = 0, y = 0, z = 0. Dues altres solucions són x = 3, y = 6, z = 1, i x = 8, y = 9, z = 2. Hi ha un únic pla en l'espai tridimensional que passa a través dels tres punts amb aquestes coordenades, i aquest pla és el conjunts de tots els punts les coordenades dels quals són solucions de l'equació.

## Mètodes de resolució d'equacions
Els mètodes per resoldre equacions generalment depenen del tipus d'equació, tant del tipus d'expressions de l'equació com del tipus de valors que poden assumir les incògnites. La varietat de tipus d'equacions és gran, com també els mètodes corresponents. A continuació, només s'esmenten alguns tipus concrets.
En general, donada una classe d'equacions, pot ser que no es conegui cap mètode sistemàtic (algorisme) que en garanteixi el funcionament. Això pot ser degut a la manca de coneixements matemàtics; alguns problemes només es van resoldre després de segles desforç. Però això també reflecteix que, en general, no hi pot haver aquest mètode: se sap que alguns problemes són irresoluble mitjançant un algorisme.
Per a diverses classes d'equacions, s'han trobat algoritmes per resoldre-les, alguns dels quals han estat implementats i incorporats a sistemes d'àlgebra computacional, però sovint no requereixen tecnologia més sofisticada que llapis i paper. En altres casos, es coneixen mètodes heurístics que solen donar bons resultats, però que no en garanteixen l'èxit.
En casos simples, és relativament fàcil resoldre una equació sempre que se satisfacin certes condicions. No obstant això, en casos més complicats, és difícil o molest obtenir expressions simbòliques per a les solucions, i per això de vegades s'utilitzen solucions numèriques aproximades.

### Sistemes d'equacions lineals
Els sistemes d'equacions lineals més petits també es poden resoldre per mètodes d'àlgebra elemental. Per resoldre sistemes més grans s'utilitzen algoritmes basats en l'àlgebra lineal.

### Àlgebra elemental
Equacions en què intervenen funcions lineals o racionals simples d'una única incògnita de valor real, diguem-ne x, tals com
{\displaystyle 8x+7=4x+35\quad {\text{o}}\quad {\frac {4x+9}{3x+4}}=2\,,}
es pot resoldre utilitzant els mètodes de l'àlgebra elemental.

### Equacions polinòmiques
Les equacions polinòmiques de fins a quatre graus es poden resoldre exactament mitjançant mètodes algebraics, dels quals la fórmula quadràtica n'és l'exemple més senzill. Les equacions polinòmiques de grau cinc o superior requereixen en general mètodes numèrics (vegeu més endavant) o funcions especials com a radicals de Bring, encara que alguns casos concrets poden resoldre's algebraicament, per exemple
{\displaystyle 4x^{5}-x^{3}-3=0}
(utilitzant el teorema de l'arrel racional), i
{\displaystyle x^{6}-5x^{3}+6=0\,,}
(utilitzant la substitució x = z1⁄3, que simplifica això a una equació quadràtica a z).

### Funcions inverses
Per al cas simple duna funció duna variable, per exemple, h(x), es pot resoldre una equació del tipus
h(x) = c, c constant
si es té en compte allò que s'anomena la funció inversa de h.
Donada una funció h : A → B, la funció inversa, identificada com a h-1, es defineix com a h-1 : B → A és una funció tal que
h-1(h(x)) = h(h-1(x)) = x.
Ara, si s'aplica la funció inversa dels dos costats de la igualtat
h(x)=c, c constant
s'obté
h-1(h(x))=h-1(c)
x = h-1(c)
i s'hi ha trobat la solució de l'equació. No obstant això, depenent de la funció, pot ser difícil definir la inversa, o potser no sigui una funció en tot el conjunt B (només per exemple en un subconjunt), i tenir molts valors per a un dau punt.

### Factorització
Si l'expressió del costat esquerre d'una equació P = 0 pot ser factoritzada com a P = QR, el conjunt solució de la solució original consisteix en la unió dels conjunts solució de les dues equacions Q = 0 i R = 0. Per exemple, l'equació {\displaystyle tanx+\cot x=2} es pot reescriure, utilitzant la identitat tan x cot x = 1 com
{\displaystyle {\frac {\tan ^{2}x-2\tan x+1}{\tan x}}=0,}
que es pot factoritzar en
{\displaystyle {\frac {\left(\tan x-1\right)^{2}}{\tan x}}=0,}
Les solucions són, per tant, les solucions de l'equació tan x = 1, i són per tant el conjunt {\displaystyle x={\tfrac {\pi }{4}}+k\pi ,\quad k=0,\pm 1,\pm 2,\ldots .}